# Шикотенкатл Млађи
Шикотенкатл Млађи (нaвт. Xicotencatl II Axayacatl, око 1485−1521), познат и као Шикотенкатл II, био је тласкалански поглавица који је учествовао у шпанском освајању Мексика.

## Биографија
По шпанским изворима, Шикотенкатл Млађи био је поглавица који је предводио војску Тласкале у отпору конквистадорима Ернана Кортеса у септембру 1519. године. По речима Бернала Дијаза, који га је лично упознао, у то време било му је око 35 година. Након три узастопна пораза и 15 дана мањих борби, 23. септембра 1519. веће поглавица Тласкале прихватило је Кортесову понуду савеза против Астека, традиционалних непријатеља Тласкаланаца. После тога, Шикотенкатл је предводио помоћни одред од 2−6.000 ратника у шпанској служби против Астека. Учествовао је у првом заузимању Теночтитлана (новембра 1519) и каснијем пробоју из града (30. јуна 1520), бици код Отумбе и другом походу на Теночтитлан у пролеће 1521. Током тромесечне опсаде Теночтитлана напустио је своје ратнике и вратио се у Тласкалу, али је изручен Кортесу и погубљен.

### Породица
Његов отац био је Шикотенкатл Старији (Шикотенкатл I), главни поглавица Тласкале у време доласка Шпанаца. Добровољно је прихватио савез са Шпанцима против Астека, и остао им је веран након пораза и повлачења из Теночтитлана. Након пада астечког царства са породицом је примио хришћанство, добивши на крштењу име Дон Лоренцо де Варгас.

## На екрану
Шикотенкатл је један од протагониста шпанско-мексичке серије Ернан из 2019. године.